# Mälarparken
Ej att förväxla med Mälareparken i Södertälje.

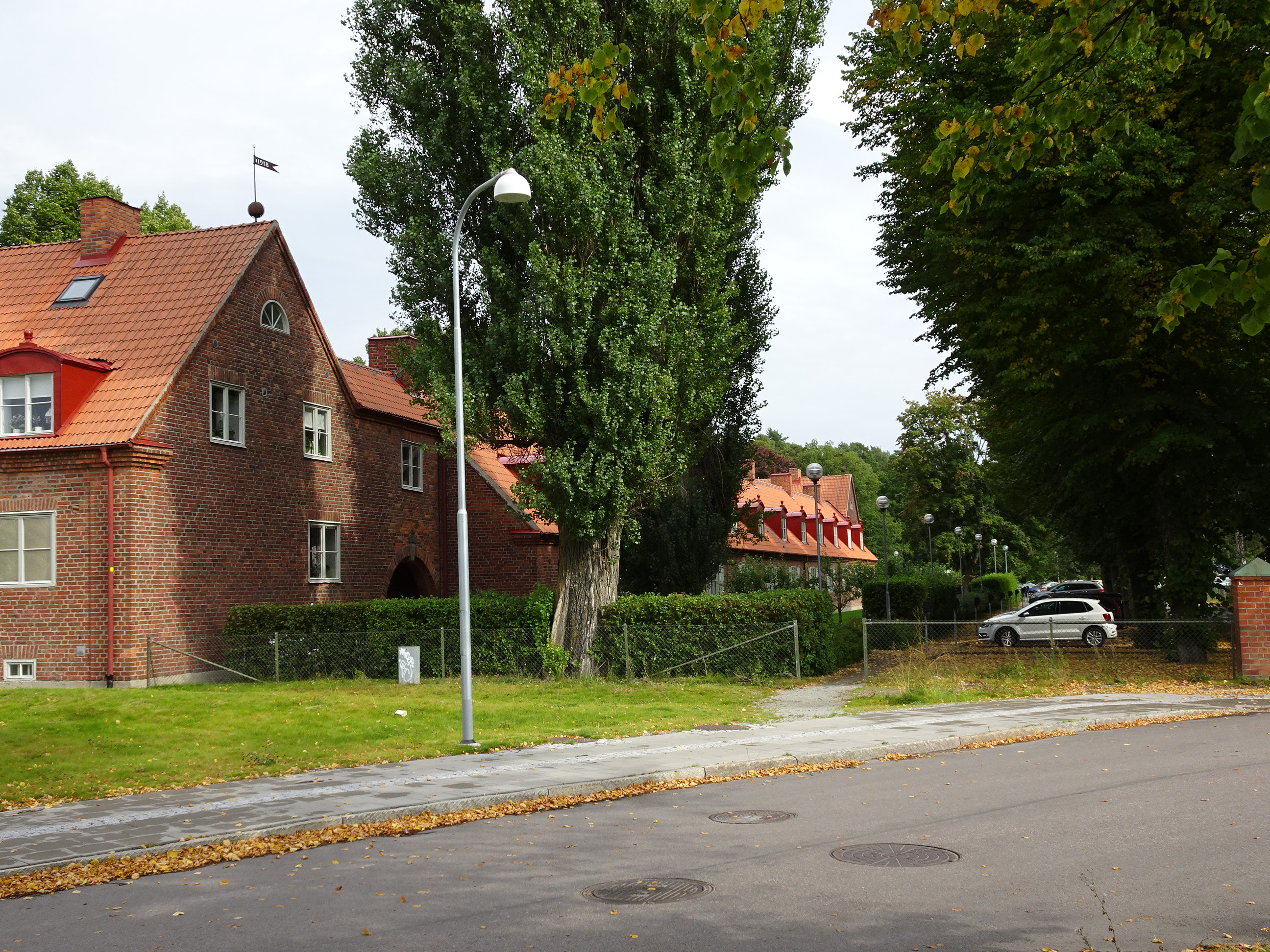
Bostäder vid Västerås ångkraftverk i Mälarparken

Mälarparken är en park och ett bostadsområde i Västerås. Området avgränsas huvudsakligen av Björnövägen, stadsdelen Öster Mälarstrand, sjön Mälaren och Gasverksgatan.
Centralt i Mälarparken finns Himlabacken, där det under vintern förekommer bland annat skid- och pulkaåkning. Där finns en rejäl brant som under den snöfria delen av året lockar till allt ifrån vardaglig motion till avancerad cykelsport. Från toppen av Himlabacken har man utsikt över småbåtshamnen och fjärden.
Inom området ligger, förutom själva parkområdet, bland annat en småbåtshamn och Västerås ångkraftverk. 